# Каракамыс (озеро, Тенизовский сельский округ)
Каракамыс (каз. Қарақамыс) — озеро  в Тенизовском сельском округе Мендыкаринского района Костанайской области Казахстана. Находится в 16 км к северо-западу от села Красная Пресня и на западе села Талапкер.
По данным топографической съёмки 1958 года, площадь поверхности озера составляет 11,51 км². Наибольшая длина озера — 4,6 км, наибольшая ширина — 3 км. Длина береговой линии составляет 14,2 км, развитие береговой линии — 1,17. Озеро расположено на высоте 89,3 м над уровнем моря.